# 安浦駅
安浦駅（やすうらえき）は、広島県呉市安浦町中央一丁目にある、西日本旅客鉄道（JR西日本）呉線の駅である。駅番号はJR-Y21。

## 歴史
- 1935年（昭和10年）
  - 2月17日：鉄道省三呉線（現・呉線）竹原駅 - 当駅間延伸時に終着駅である三津内海駅（みつうちのうみえき）として開業[2]。
  - 11月24日：当駅 - 呉線広駅間延伸、途中駅となる。これに伴い全通した三原駅 - 海田市駅間が現行の「呉線」となり、当駅もその所属となる。
- 1946年（昭和21年）5月1日：安浦駅（やすうらえき）に改称[4]。
- 1947年（昭和22年）4月20日：安浦町からの寄贈による跨線橋が完成[5]。
- 1982年（昭和57年）10月1日：貨物取扱廃止[6]。
- 1985年（昭和60年）3月14日：荷物扱い廃止[2]。
- 1987年（昭和62年）4月1日：国鉄分割民営化に伴い、西日本旅客鉄道（JR西日本）の駅となる[2]。
- 1992年（平成4年）11月1日：みどりの窓口営業開始。
- 1995年（平成7年）10月1日：管轄が広島支社直轄（呉管理駅）から三原地域鉄道部に変更[7]。
- 1996年（平成8年）6月1日：業務委託駅化（JR西日本メンテック受託）[7]。
- 2004年（平成16年）10月：窓口が平日のみ営業となり、営業時間中に閉鎖時間帯が設定される。
- 2005年（平成17年）10月1日：臨時快速「瀬戸内マリンビュー」新設に伴い、停車駅となる。
- （時期不明）：窓口が毎日営業となる。
- 2007年（平成19年）
  - 8月：ICOCA専用改札機（カードリーダー）設置。
  - 9月1日：ICカード「ICOCA」が利用可能となる。
- 2008年（平成20年）4月：土日は、GW・夏休み期間中を除き、窓口休業となる。
- 2010年（平成22年）
  - 7月14日：平成22年梅雨前線豪雨に伴い呉線内で複数の土砂崩れが発生、三原駅 - 呉駅間が不通となる[8]。
  - 7月20日：当駅 - 広駅間運行再開[9][10]。窓口営業時間を、平日と土日で別とする。
  - 11月1日：竹原駅 - 当駅間運行再開[11]。
- 2016年（平成28年）
  - 6月22日：平成28年梅雨前線豪雨に伴い安登駅 - 安芸川尻駅間で土砂崩れが発生、三原駅 - 広駅間が不通となる[12]。
  - 6月27日：三原駅 - 当駅間運行再開[12]。
  - 6月29日：当駅 - 広駅間が復旧[13]。
- 2018年（平成30年）
  - 6月1日：三原地域鉄道部廃止に伴い、三原駅の被管理駅となる[14]。
  - 7月5日：平成30年7月豪雨に伴い、不通となる[15]。
  - 10月28日：当駅 - 安芸川尻駅間運行再開[16]。
  - 12月15日：三原駅 - 当駅間運行再開[16]。
- 2020年（令和2年）：この年、三原駅管理から呉駅管理となる。
- 2022年（令和4年）
  - 3月31日：この日限りでみどりの窓口営業終了[3]。
  - 4月1日：無人駅となる[3]。

## 駅構造

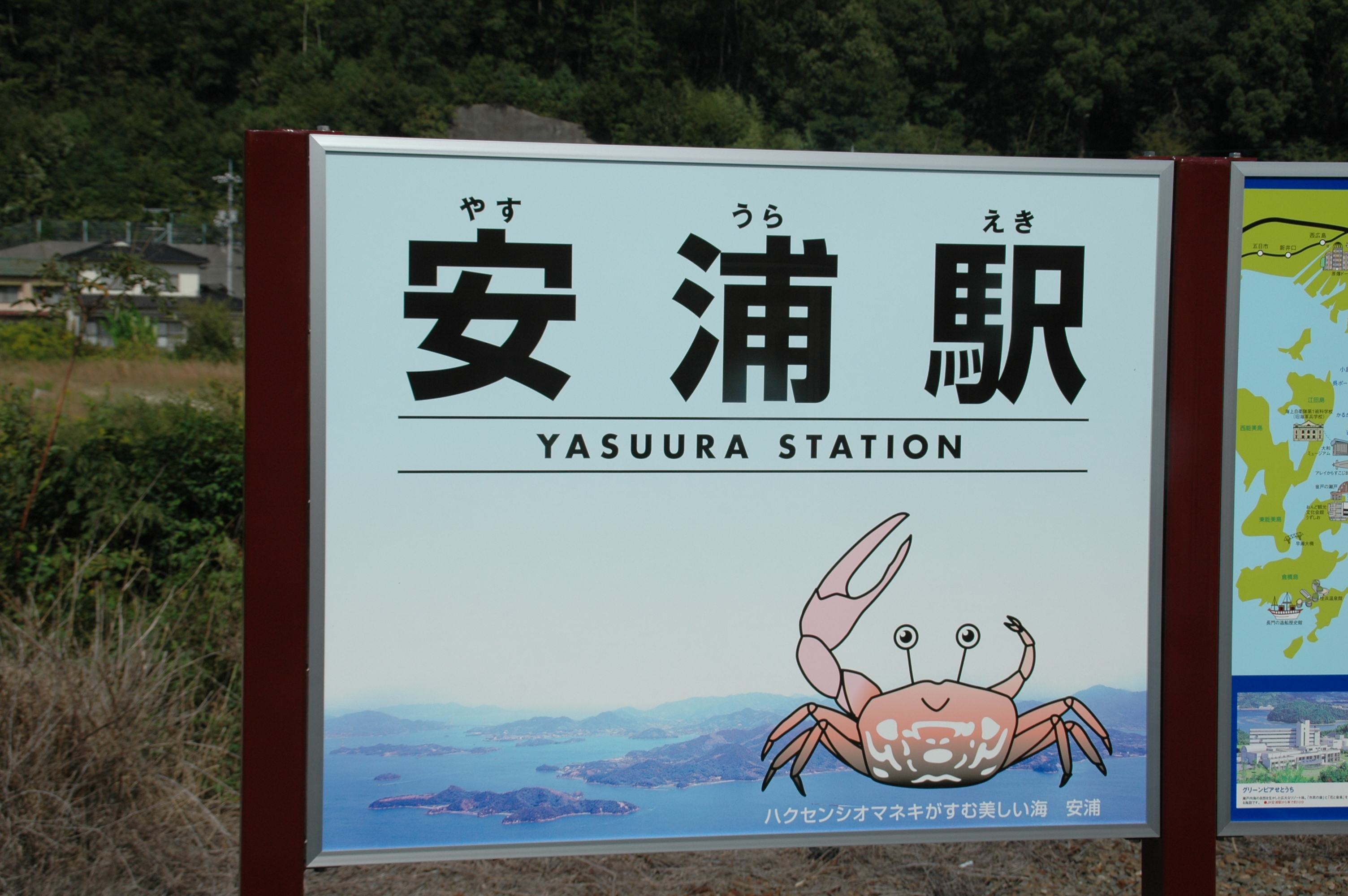
マスコットイラスト入り駅名標（2005年10月)

単式ホーム1面1線と島式ホーム1面2線、計2面3線を有する列車交換可能な地上駅。1・2番線が島式ホーム、駅本屋があるホームが単面ホーム3番線であり、両ホームは跨線橋で連絡している。男女別水洗式トイレが設置されている。
自動改札機は無いが、ICOCAは利用可能（相互利用可能ICカードはICOCAの項を参照）。ICカードは専用カードリーダーで処理する。

### のりば
のりばは駅舎と反対側から以下の通り。
| のりば | 路線 | 方向 | 行先           | 備考          |
| ------ | ---- | ---- | -------------- | ------------- |
| 1・2   | 呉線 | 上り | 竹原・三原方面 |               |
| 3      | 呉線 | 下り | 呉・広島方面   | 一部1番のりば |

付記事項
- 本項ではJR西日本公式サイト全域路線図[17]に従い路線記号・ラインカラーを表記しているが、当駅は広島シティネットワークエリア外のため、2016年3月ダイヤ改正時点の駅掲示時刻表においてはアルファベットの無いラインカラーシンボルが使用されている。
- 上り本線は2番のりば、下り本線は3番のりばとなっている。1番のりばは上下副本線であり、当駅折返しと夜間留置に使われる他、線路保守を兼ねて、三原方面に向かう上り列車も発着する。1番のりばを使用する上り列車は2020年3月14日ダイヤ改正より108・122Mの2本となっている。
- 駅西側に工事用車両留置等に使用される保線材料線が1線ある。
- 以前駅西端から南東方向に分岐し、帝国製鉄安浦工場、日本耕土産業（株）に至る貨物専用線があったが既に撤去されている。

## 利用状況
近年の1日平均乗車人員の推移は以下の通り。特記の無いものは「呉市統計書」による。
| 年度                | 1日平均 乗車人員 |
| ------------------- | ---------------- |
| 1989年（平成 元年） | 1,717            |
| 1990年（平成02年）  |                  |
| 1991年（平成03年）  |                  |
| 1992年（平成04年）  | 1,584            |
| 1993年（平成05年）  |                  |
| 1994年（平成06年）  |                  |
| 1995年（平成07年）  |                  |
| 1996年（平成08年）  |                  |
| 1997年（平成09年）  |                  |
| 1998年（平成10年）  | 1,469            |
| 1999年（平成11年）  |                  |
| 2000年（平成12年）  |                  |
| 2001年（平成13年）  |                  |
| 2002年（平成14年）  | 1,120            |
| 2003年（平成15年）  |                  |
| 2004年（平成16年）  | 1,012            |
| 2005年（平成17年）  | 1,037            |
| 2006年（平成18年）  | 1,001            |
| 2007年（平成19年）  | 982              |
| 2008年（平成20年）  | 971              |
| 2009年（平成21年）  | 911              |
| 2010年（平成22年）  | 892              |
| 2011年（平成23年）  | 867              |
| 2012年（平成24年）  | 850              |
| 2013年（平成25年）  | 815              |
| 2014年（平成26年）  | 751              |
| 2015年（平成27年）  | 745              |
| 2016年（平成28年）  | 726              |
| 2017年（平成29年）  | 683              |
| 2018年（平成30年）  | 543              |
| 2019年（令和 元年） | 589              |
| 2020年（令和02年）  | 519              |
| 2021年（令和03年）  | 497              |
| 2022年（令和04年）  | 492              |
| 2023年（令和05年）  | 473              |

## 駅周辺
呉市安浦町の中心部に位置する。
- 広島県道205号安浦停車場線

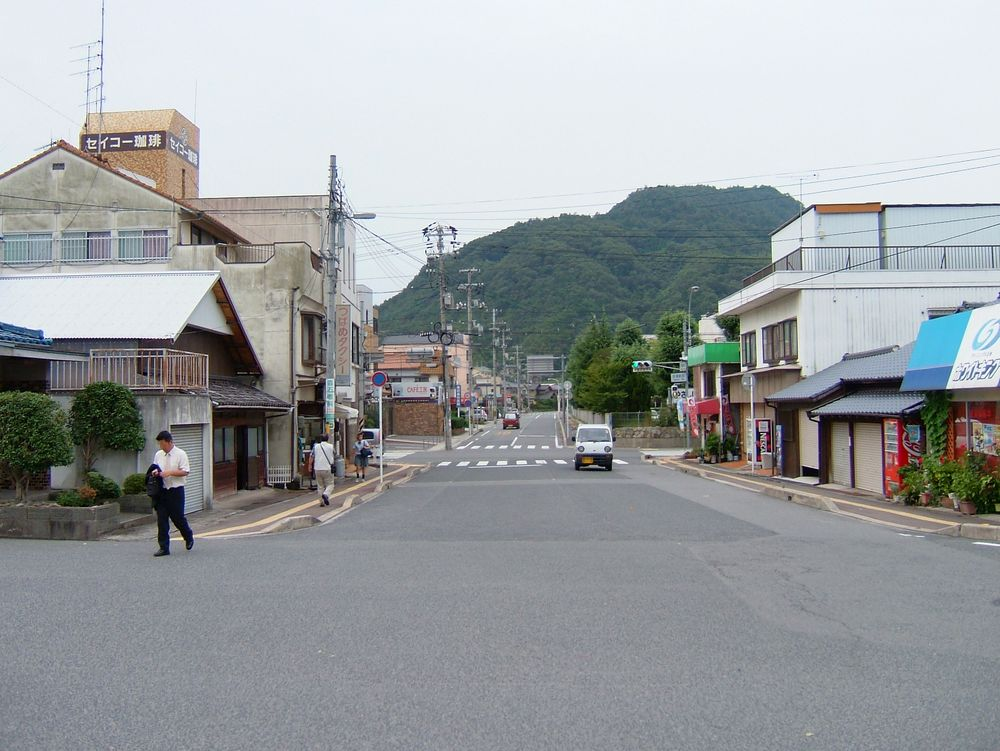
駅前風景（2006年8月）

- 広島県道34号矢野安浦線 - 東広島市黒瀬町・国道375号・東広島呉自動車道黒瀬IC・熊野町・広島市安芸区矢野方面
- 広島県道465号川尻安浦線
- 安浦地区生活バス[22] 安浦駅バス停（富士交通）
- 安浦郵便局
- 呉市役所安浦市民センター（支所）
- 呉市立安浦中学校
- 呉市立安浦小学校
- 国道185号 - 呉市中心部方面 / 東広島市安芸津町・竹原市・三原市方面
- IHI運搬機械 安浦工場
- 安浦吉之助の自宅 (はぐれ刑事純情派)

## 隣の駅
西日本旅客鉄道（JR西日本）
 呉線
風早駅 (JR-Y22) - 安浦駅 (JR-Y21) - 安登駅 (JR-Y20)